# Włodzimierz (Putiata)
Włodzimierz, imię świeckie Wsiewołod Władimirowicz Putiata (ur. 20 września?/2 października 1869 w guberni smoleńskiej, zm. 1936 lub 1941 w Omsku) – rosyjski duchowny prawosławny, biskup Rosyjskiego Kościoła Prawosławnego, następnie krótko działacz ruchu odnowicielskiego i jeden z grigoriewców.

## Życiorys

### Młodość i wczesna działalność
Pochodził ze starego rodu wywodzącego się z Kijowa, natomiast jego matka była z pochodzenia Żydówką. Uzyskał wszechstronne wykształcenie domowe, w młodym wieku opanowując języki francuski, angielski, niemiecki, a następnie także włoski oraz starożytną grekę i łacinę. Ukończył Diemidowskie Liceum Prawnicze z wyróżnieniem w 1891, a następnie studia na Wojskowej Akademii Prawniczej. Ucząc się w tejże szkole, wstąpił, zgodnie z rodzinną tradycją, na służbę w Prieobrażeńskim Pułku Lejb-Gwardii, gdzie poznał i blisko zaprzyjaźnił się z carem Mikołajem II, dowodzącym pułkiem. W 1897, po ukończeniu studiów, został awansowany na stopień sztabs-kapitana.
W latach 1898–1899 służył w sądach wojskowych, po czym odszedł z armii i rozpoczął studia teologiczne na Kazańskiej Akademii Duchownej. Jego decyzja wywołała ogromne poruszenie w rodzinie i w petersburskich wyższych sferach, gdzie dotąd się obracał. Jako student Akademii, 21 stycznia 1900, został postrzyżony na mnicha, przyjmując imię zakonne Włodzimierz. 8 listopada 1900 został wyświęcony na hieromnicha. Studia na Akademii, z założenia czteroletnie, ukończył w ciągu dwóch lat. W 1901 uzyskał dyplom uczelni i został skierowany do pracy w charakterze inspektora seminarium duchownego w Kazaniu. Rok później otrzymał godność archimandryty i został skierowany do służby w cerkwi przy rosyjskiej ambasadzie w Rzymie. We Włoszech zbierał materiały do dysertacji magisterskiej poświęconej statusowi prawnemu Kościoła i religii we Włoszech, którą obronił w 1906. Rzym musiał opuścić na skutek skargi ambasadora rosyjskiego, który twierdził, że kapelan cerkwi prowadził gorszący tryb życia. Święty Synod skierował go wówczas do służby w cerkwi przy ambasadzie rosyjskiej w Paryżu. Również stamtąd archimandryta Włodzimierz wyjechał na wniosek rosyjskiego ambasadora, w analogicznych okolicznościach, a dodatkowo zadłużony.

### Biskup
Dzięki posiadanym koneksjom na dworze mimo tych wydarzeń 6 sierpnia 1907 został wyświęcony na biskupa kronsztadzkiego, IV wikariusza eparchii petersburskiej, odpowiedzialnego za nadzór nad cerkwiami rosyjskimi w Europie, z wyjątkiem świątyń przy ambasadach w Konstantynopolu i Atenach.
Biskup Włodzimierz nadal obracał się w wyższych sferach Petersburga i utrzymywał kontakty towarzyskie z wieloma kobietami, toteż w 1911 Święty Synod postanowił skierować go na odległą od stolicy katedrę omską i pawłodarską. Również tam hierarcha prowadził ożywione życie towarzyskie. Był zdolnym administratorem, jednak równocześnie nie był lubiany przez duchowieństwo, które postrzegało go jako nadmiernie wymagającego i surowego. W związku z tym w 1913 został przeniesiony na katedrę połocką. W 1914 otrzymał godność arcybiskupią i został przeniesiony po raz kolejny, tym razem na katedrę dońską i nowoczerkaską.
W Nowoczerkasku arcybiskup wdał się w romans z księżną Dołgoruką i miał z nią nieślubną córkę. Popadł również w konflikt z atamanem Wojska Dońskiego, który domagał się odwołania go z katedry. Prośby te zostały pozytywnie rozpatrzone i w 1915 arcybiskup został skierowany na katedrę penzeńską, znacznie mniej prestiżową. Za samowolę w zarządzaniu administraturą w 1918 Święty Synod pozbawił go godności biskupiej, utrzymując jednak w mocy jego postrzyżyny mnisze. Nie podporządkował się tej decyzji i zaczął organizować w Penzie niezależne struktury cerkiewne. Wówczas został usunięty z Cerkwi.

### Niekanoniczne Cerkwie
Włodzimierz (Putiata) przystąpił w 1922 do ruchu odnowicielskiego. Został biskupem saratowskim w jurysdykcji Żywej Cerkwi, a następnie biskupem penzeńskim. Następnie złożył akt pokutny przed metropolitą Sergiuszem, zastępca locum tenens Patriarchatu Moskiewskiego. Dwukrotnie ubiegał się o przywrócenie godności biskupiej, jednak Święty Synod za każdym razie odmawiał, uznając jego pokutę za nieszczerą. Bez powodzenia starał się następnie o zgodę na wyjazd do Stambułu.
W 1934 zaczął służyć w cerkwiach należących do grigoriewców. Następnie porzucił jakąkolwiek działalność duszpasterską i zamieszkał w Omsku. Początkowo znajdował tam pomoc od osób, które znały go i ceniły w czasach, gdy był ordynariuszem miejscowej eparchii, ponadto żebrał w cerkwiach. Z czasem popadał w coraz większe ubóstwo. Zmarł w 1936 lub w 1941 i został pochowany na cmentarzu miejskim.